# Samsung Galaxy A04
Samsung Galaxy A04 — лінійка смартфонів початкового рівня, розроблена Samsung Electronics, що входить до серії Galaxy A. Вона складається з базової моделі Galaxy A04, просунутої Galaxy A04s, та спрощеної Galaxy A04e, які були представлені в 24 серпня, 31 серпня та 21 жовтня 2022 року відповідно.
10 грудня 2022 року був представлений Samsung Galaxy M04, що відрізняється від Galaxy A04e варіантами кольорів та потужністю зарядки.
4 січня 2023 року був представлений Samsung Galaxy F04, який відрізняється від Galaxy M04 тільки варіантами кольорів.

## Дизайн
Екран виконаний зі скла. Корпус виконаний з глянцевого пластику з рифленим візерунком.
За дизайном смартфони подібні на лінійку Samsung Galaxy S23.
Знизу розміщені роз'єм USB-C, динамік, мікрофон та 3.5 мм аудіороз'єм. Зверху розташований другий мікрофон. З лівого боку залежно від версії Galaxy A04, A04e та A04s розташований слот під 1 SIM-картку і карту пам'яті або 2 SIM-картки і карту пам'яті або тільки під 2 SIM-картки і карту пам'яті в Galaxy A04s та F04. З правого боку розміщені кнопки регулювання гучності та кнопка блокування смартфона, в яку в Galaxy A04s вбудований сканер відбитків пальців.
Samsung Glalaxy A04 продається в 4 кольорах: темно-зеленому, чорному, білому, помаранчевій міді.
Samsung Glalaxy A04s продається в 4 кольорах: чорному, зеленому, білому та помаранчевій міді.
Samsung Glalaxy A04e продається в 3 кольорах: чорному, блакитному, мідному.
Samsung Glalaxy M04 продається в кольорах Shadow Blue (синій) та Sea Glass Green (зелений), а Galaxy F04 — Opal Green (зелений) та Jade Purple (фіолетовий)

## Технічні характеристики

### Апаратне забезпечення

#### Платформа
Galaxy A04s отримав процесор Samsung Exynos 850 та графічний процесор Mali-G52.
Всі інші моделі отримали процесор MediaTek Helio P35 та графічний процесор PowerVR GE8320.

#### Акумулятор
Акумуляторна батарея всіх моделей отримала об'єм 5000 мА·год. Galaxy A04 та A04e підтримують зарядку потужністю до 10 Вт, а Galaxy A04s, M04 та F04 — до 15 Вт.

#### Камера
Galaxy A04 отримав основну подвійну камеру 50 Мп, f/1.8 (ширококутний) з автофокусом + 2 Мп, f/2.4 (сенсор глибини).
Galaxy A04s отримав основну потрійну камеру 50 Мп, f/1.8 (ширококутний) з фазовим автофокусом + 2 Мп, f/2.4 (макро) + 2 Мп, f/2.4 (сенсор глибини).
Galaxy A04e, M04 та F04 отримав основну подвійну камеру 13 Мп, f/2.2 (ширококутний) з автофокусом + 2 Мп, f/2.4 (сенсор глибини)
Також всі моделі отримали фронтальну камеру на 5 Мп, f/2.2. Основна та фронтальна камери всіх моделей вміють записувати відео в роздільній здатності 1080p@30fps

#### Екран
Пристрої мають екран Infinity-V (з краплеподібним вирізом) типу PLS TFT LCD, діагоналлю 6.5", з роздільною здатністю HD+ (1600 × 720), щільністю пікселів 270 ppi, співвідношенням сторін 20:9. Також Galaxy A04s має підвищену частоту оновлення дисплею, яка складає 90 Гц.

#### Пам'ять
Galaxy A04 продається в конфігураціях 3/32, 4/32, 4/64, 6/64, 4/128 та 8/128 ГБ. В Україні офіційно продаються тільки версії на 3/32 та 4/64 ГБ.
Galaxy A04s продається в конфігураціях 3/32, 4/32, 4/64 та 4/128 ГБ. В Україні офіційно продаються тільки версії на 3/32 та 4/64 ГБ.
Galaxy A04e продається в конфігураціях 3/32, 4/32, 2/64, 3/64, 4/64 та 4/128 ГБ. В Україні офіційно продаються тільки версії на 3/32 та 3/64 ГБ.
Galaxy M04 продається в конфігураціях 4/64 та 4/128 ГБ.
Galaxy F04 продається в конфігурації 4/64 ГБ.
Об'єм сховища можна розширити картою пам'яті формату microSD до 1 ТБ

### Програмне забезпечення
Смартфони були випущені на One UI Core 4.1 на базі Android 12. Були оновлені до One UI Core 6.1 на базі Android 14.